# Andreas Hallén
Johan Andreas Hallén (Göteborg, 22 de desembre de 1846 - Estocolm, 11 de març de 1925) fou un compositor suec.
Des de 1866 fins al 1871 va aprendre la música a Leipzig amb Reinecke; a Múnic amb Rheinberger i a Dresden amb Rietz. De 1842 a 1878 fou director dels concerts de l'Associació musical de Göteborg i després va romandre cert temps a Berlín. El 1883 tornà a Göteborg, i el 1884 va ser nomenat director de la Societat Filharmònica d'Estocolm i el 1892 mestre de capella de la Reial Òpera d'aquella capital. El 1902 es traslladà a Malmö com a director de l'Associació Filharmònica del Sud de Suècia.
Se li deuen les òperes:
- Harald der Wiking (Leipzig, 1881);
- Hexfällen Estocolm, 1896);
- Der Schatz des Waldemar (Estocolm, 1896);
- diverses obres corals amb orquestra;
- els poemes simfònics Stern Sture i Aus der Waldemarsage;
- dues rapsòdies sueques, romances per a violí, cantates, etc.